# Distrito de Viersen
El distrito de Viersen (en alemán: Kreis Viersen) es un distrito de Alemania que se ubica en el Niederrhein al oeste del estado federal de Renania del Norte-Westfalia. Pertenece a la Región de Düsseldorf y la capital del distrito es la ciudad de Viersen.

## Geografía
El distrito de Viersen limita al norte con el distrito de Cléveris, al este con la ciudad independiente (kreisfreie Stadt) de Krefeld y con el distrito de Rin-Neuss, al sur limita con la ciudad Mönchengladbach y el distrito de Heinsberg así como al oeste se encuentra la frontera con Países Bajos a una distancia de 37 km.

## Historia
En 1816, el nuevo gobierno prusiano creó el distrito de Kempen. Originalmente perteneciente al Regierungsbezirk Kleve, que fue disuelto en 1822, desde entonces Kempen ha pertenecido a Düsseldorf. En 1929, el distrito se amplió significativamente y se renombró Kempen-Krefeld.
En 1975, el distrito cambió nuevamente sus fronteras y se renombró Viersen, aunque Kempen siguió siendo la capital. La ciudad de Viersen reemplazó a Kempen como la capital en 1984.

## Composición del Distrito
| Ciudad Grande           | Habitantes |
| Viersen                 | 76.190     |
| Ciudades medias         |            |
| Willich                 | 51.961     |
| Nettetal                | 42.411     |
| Kempen                  | 36.294     |
| Tönisvorst              | 30.159     |
| Municipios del distrito |            |
| Schwalmtal              | 19.374     |
| Brüggen                 | 16.195     |
| Grefrath                | 15.885     |
| Niederkrüchten          | 15.389     |

Habitantes a 30 de junio de 2006